# Afrikanizirana pčela
Afrikanizirana pčela, poznata i kao pčela ubojica, hibrid je pčele Apis mellifera, podrijetlom iz Tanzanije, koja se u drugoj polovici 20. stoljeća raširila Sjevernom i Južnom Amerikom.
Prilikom uboda afrikanizirana pčela ispušta 30% manje otrova od medonosne pčele, međutim, daleko je agresivnija i brani svoje područje i na najmanju provokaciju. Zbog toga je u tisku nazvana zvučnim i sada već poznatijim nazivom "pčela ubojica". Ona se, u usporedbi s europskom vrstom pčela, odlučuje na ubod i do 3 puta brže, a eventualnog neprijatelja prati na mnogo veću udaljenost od svog "rođaka" iz Europe. Tako su primjerice, poljoprivrednici u Keniji koji su imali problema s krdima slonova koji su im uništavali usjeve, počeli koristiti ratoborne afričke pčele za obranu svojih polja, tako da pčele tjeraju slonove i po nekoliko kilometara.

## Nastanak
Afrikanizirana pčela nastala je 1957. godine, u sklopu projekta sparivanja europske pčele i afričke medonosne pčele. Jedna od prvih životinja koju su europski doseljenici prenijeli u Afriku bila je europska medonosna pčela, Apis mellifera. Brazilska je vlada 1956. godine, da bi stvorila novu vrstu pčele otpornu na vlažnu i tropsku klimu, uvezla 46 matica iz Pretorije (Južnoafrička Republika) i jednu maticu iz Tabora (Tanzanija) te ih smjestila u košnice u Rio Claru. Projekt je vodio genetičar Warwick Estevam Kerr.
Godine 1957. 26 rojeva s afričkim maticama bježi iz košnice te su kroz narednih tridesetak godina, križanjem s europskim pčelama, sve pčele u Južnoj i Sjevernoj Americi postale "afrikanizirane". Kako javnost nije na vrijeme obaviještena o načinu i navikama života novonastale pčele u odnosu na dotadašnju vrstu, dolazi i do tragičnih slučajeva sa smrtnim posljedicama.

## Preventiva
Velika agresivnost i obrana svog područja kod takve nastale vrste traži i drugačiji pristup. Američki pčelari su naučili da trebaju nositi potpuno bijela odijela te pri radu s takvim zajednicama upotrebljavati mnogo više dima. Razmak između dviju košnica treba biti minimalno dva metra, a još je bolje ako se između njih nalazi neko drvo ili grm.

## Poveznice
- Pčela
- Medonosna pčela
- Pčelarstvo

## Vanjske poveznice
- Pčelarsvo online